# Dušan Otašević
Dušan Otašević (en serbe cyrillique : Душан Оташевић ; né le 25 décembre 1940 à Belgrade) est un peintre serbe. Il est membre de l'Académie serbe des sciences et des arts.